# Aeroporto dell'Isola di Man
L'Aeroporto dell'Isola di Man (in mannese  Purt Aer Vannin) (IATA: IOM, ICAO: EGNS) è un aeroporto britannico situato a Ronaldsway, villaggio a circa 2 km a Nord-Est dal centro della città di Castletown (parrocchia di Malew) e ad 11 km a Sud-Ovest della capitale Douglas, nell'Isola di Man.
La struttura, posta all'altitudine di 16 m/ 52 ft sul livello del mare, è dotata di due piste, entrambe con fondo in asfalto, la prima lunga 1 753 m e larga 46 m (5 751 x 151 ft) con orientamento 08/26, la seconda con dimensioni 1 149 x 46 m (3 934 x 151 ft) con orientamento 03/21.
L'aeroporto, di proprietà del Governo mannese, è aperto al traffico commerciale e risulta il principale aeroporto civile dell'Isola di Man.

## Storia
L'aeroporto venne costruito nel 1928 e il primo volo passeggeri per il Regno Unito decollò nel 1933. Nel 1936 durante i lavori per l'espansione del terminal vennero trovati diversi resti delle vittime della Battaglia di Ronaldsway avvenuta nel 1275.
Durante la Seconda guerra mondiale l'aeroporto venne posto sotto il controllo della Royal Air Force (RAF) ed identificato come base aerea RAF Ronaldsway, nonostante ciò fu uno dei pochi aeroporti ad operare voli civili durante il conflitto. Le operazioni della RAF sono continuate fino al 1943, quando la pista è passata sotto il controllo dell'ammiragliato come base per la Fleet Air Arm, la componente aerea della Royal Navy, la marina militare britannica.
Sotto il controllo della Fleet Air Arm mutò la sua designazione in RNAS Ronaldsway e venne chiuso fino al 1944 per lavori. La struttura, fino ad allora costituita da un paio di hangar e dotata di una sola pista con fondo erboso, venne trasformata in un aeroporto con 4 piste e diverse infrastrutture in grado di ospitare 3 Squadron da addestramento per la formazione dei propri equipaggi.
Quasi subito dopo la guerra l'aeroporto è tornato ad effettuare il solo servizio civile, nonostante ciò esso rimaneva in possesso dell'Admiralty, l'ammiragliato britannico, sino alla vendita al Governo dell'Isola di Man per 200 000 £ nel 1948.

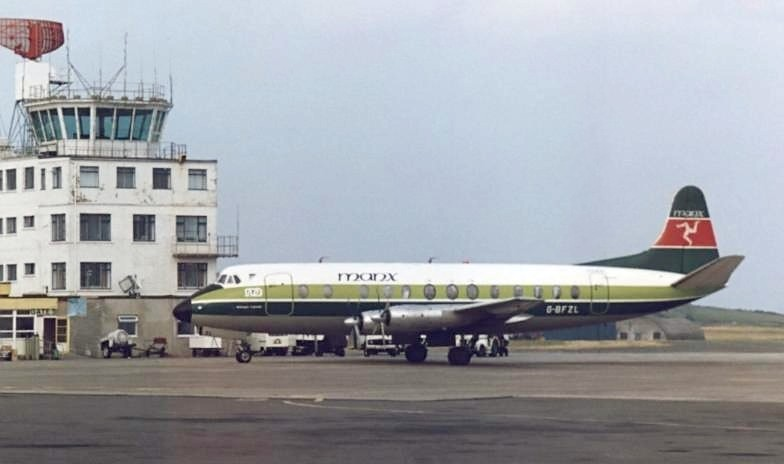
Un Vickers Viscount 806 marche G-BFZL della compagnia aerea mannese Mannin Airways in sosta all'aeroporto.

Le prime compagnie aeree ad effettuare voli charter e di linea per il Regno Unito furono la Mannin Airways e la North-West Airlines e che entrambe cessarono di operare nel 1951. Dal 1982 al 2002 presso l'aeroporto si trovava la sede della Manx Airlines, in seguito diventata l'attuale Manx2, che ha la sede nell'Hangar 9.
Nel primo decennio del 2000 l'aeroporto ha subito diverse espansioni che hanno portato all'allungamento della pista, permettendo così l'uso della stessa anche da aerei più pesanti, e l'ingrandimento dei terminal aumentando così i gates.